# بازی‌های آسیایی ساحلی
بازی‌های آسیایی ساحلی یک رویداد چند ورزشی است که هر دو سال یکبار و در سال‌های زوج میلادی برگزار خواهد شد. نخستین دوره این مسابقات با شرکت اعضای شورای المپیک آسیا در سال ۲۰۰۸ در جزیره بالی، اندونزی برگزار شد.
شنا، موج‌سواری، کایت‌سواری، والیبال ساحلی، فوتبال ساحلی، هندبال ساحلی و قایقرانی دراگون بوت ورزش‌هایی هستند که در این رقابت‌ها بازی می‌شوند.

## دوره‌ها
| دوره                      | سال  | شهر میزبان | کشور میزبان | Opened by                       | Start Date | End Date  | کشورها | رقابت‌ها | ورزش ها | رویداد | Top Placed Team | Ref.  |
| ------------------------- | ---- | ---------- | ----------- | ------------------------------- | ---------- | --------- | ------ | ------- | ------- | ------ | --------------- | ----- |
| بازی‌های آسیایی ساحلی ۲۰۰۸ | ۲۰۰۸ | بالی       | اندونزی     | سوسیلو بامبانگ یودهویونو        | 18 اکتبر   | 26 اکتبر  | ۴۱     | ۱٬۶۶۵   | ۱۷      | ۵۹     | اندونزی (INA)   | [ ۱ ] |
| بازی‌های آسیایی ساحلی ۲۰۱۰ | ۲۰۱۰ | مسقط       | عمان        | قابوس بن سعید                   | 8 دسامبر   | 16 دسامبر | ۴۳     | ۱٬۱۳۱   | ۱۴      | ۵۲     | تایلند (THA)    | [ ۲ ] |
| بازی‌های آسیایی ساحلی ۲۰۱۲ | ۲۰۱۲ | هایانگ     | چین         | State councillor Ma Kai         | 16 ژوئن    | 22 ژوئن   | ۴۳     | ۱٬۳۳۶   | ۱۳      | ۴۹     | چین (CHN)       | [ ۳ ] |
| بازی‌های آسیایی ساحلی ۲۰۱۴ | ۲۰۱۴ | شهر فوکت   | تایلند      | سورایود چولانونت                | 14 نوامبر  | 23 نوامبر | ۴۲     | ۲٬۳۳۵   | ۲۶      | ۱۶۸    | تایلند (THA)    | [ ۴ ] |
| بازی‌های آسیایی ساحلی ۲۰۱۶ | ۲۰۱۶ | دانانگ     | ویتنام      | Prime Minister Nguyen Xuan Phuc | 24 سپتامبر | 3 اکتبر   | ۴۱     | ۲٬۱۹۷   | ۱۴      | ۱۷۲    | ویتنام (VIE)    | [ ۵ ] |
| VI                        | ۲۰۲۰ | سانیا      | چین         |                                 | 26 نوامبر  | 5 دسامبر  |        |         | ۲۲      |        |                 | [ ۶ ] |